# Дода, Месила
Меси́ла До́да (алб. Mesila Doda, родилась 6 февраля 1971 года в Кукесе) — албанский политик, депутат Народного собрания Албании с 2001 года, одна из создательниц Демократической партии Албании.

## Биография
Изучала экономику в Тиранском университете и философию в Римском университете. Карьеру политика начала в 1991 году во время студенческих протестов, которые привели к уходу Албанской партии труда из власти. Дода работала журналисткой и телеведущей, выступая с различных политических позиций. Она основала Демократическую партию Албании, в 2001 году прошла в Парламент Албании. В 2016 году она покинула партию, написав открытое письмо, заявив, что сожалеет об уходе из партии, которую создала 25 лет тому назад. С 2016 года она состоит в Партии за справедливость, интеграцию и единство, защищая права албанцев Чамерии. Дода является верующей католичкой и защитницей традиционных ценностей: она неоднократно выступала против легализации марихуаны, проституции и защиты прав ЛГБТ-движения, за что подвергалась критике и осуждениям со стороны правозащитников.